# Amine Harit
Amine Harit (Pontoise, 18 giugno 1997) è un calciatore marocchino, centrocampista dell'Olympique Marsiglia e della nazionale marocchina.

## Carriera
Amine Harit è nato il 18 giugno 1997 a Pontoise (nella regione dell'Île-de-France) da una famiglia marocchina originaria di Casablanca

### Nazionale
Harit vince con la nazionale Under-19 francese il Campionato europeo 2016 di categoria.
Viene inserito tra i 23 giocatori selezionati dal CT Ludovic Batelli in occasione dei Mondiali di categoria in Corea del Sud. Il 22 maggio 2017 segna nel match contro l'Honduras, valido per la fase a gironi, la rete del 2-0.
Viene successivamente naturalizzato e convocato dalla nazionale di calcio del Marocco per Russia 2018.
Nel novembre del 2022, viene incluso dal CT Hoalid Regragui nella rosa marocchina partecipante ai Mondiali di calcio in Qatar, ma a seguito di un infortunio deve rinunciare alla convocazione.

## Statistiche

### Presenze e reti nei club
Statistiche aggiornate al 22 settembre 2023.
| Stagione          | Squadra             | Campionato        | Campionato | Campionato | Coppe nazionali | Coppe nazionali | Coppe nazionali | Coppe continentali | Coppe continentali | Coppe continentali | Altre coppe | Altre coppe | Altre coppe | Totale | Totale |
| Stagione          | Squadra             | Comp              | Pres       | Reti       | Comp            | Pres            | Reti            | Comp               | Pres               | Reti               | Comp        | Pres        | Reti        | Pres   | Reti   |
| ----------------- | ------------------- | ----------------- | ---------- | ---------- | --------------- | --------------- | --------------- | ------------------ | ------------------ | ------------------ | ----------- | ----------- | ----------- | ------ | ------ |
| 2016-2017         | Nantes              | L1                | 30         | 1          | CF+CdL          | 1+3             | 0               |                    | -                  | -                  |             | -           | -           | 34     | 1      |
| 2017-2018         | Schalke 04          | BL                | 31         | 3          | CG              | 4               | 0               | -                  | -                  | -                  | -           | -           | -           | 35     | 3      |
| 2018-2019         | Schalke 04          | BL                | 18         | 1          | CG              | 2               | 0               | UCL                | 5                  | 0                  | -           | -           | -           | 25     | 1      |
| 2019-2020         | Schalke 04          | BL                | 25         | 6          | CG              | 3               | 1               | -                  | -                  | -                  | -           | -           | -           | 28     | 7      |
| 2020-2021         | Schalke 04          | BL                | 28         | 2          | CG              | 3               | 0               | -                  | -                  | -                  | -           | -           | -           | 31     | 2      |
| Totale Schalke 04 | Totale Schalke 04   | Totale Schalke 04 | 102        | 12         |                 | 12              | 1               |                    | 5                  | 0                  |             | -           | -           | 119    | 13     |
| 2021-2022         | Olympique Marsiglia | L1                | 23         | 4          | CF              | 2               | 1               | UEL+UECL           | 3+6                | 0                  | -           | -           | -           | 34     | 5      |
| 2022-2023         | Olympique Marsiglia | L1                | 10         | 0          | CF              | 0               | 0               | UCL                | 6                  | 1                  | -           | -           | -           | 16     | 1      |
| 2023-2024         | Olympique Marsiglia | L1                | 28         | 1          | CF              | 0               | 0               | UCL+UEL            | 2+14               | 1+1                | -           | -           | -           | 44     | 3      |
| Totale Marsiglia  | Totale Marsiglia    | Totale Marsiglia  | 61         | 5          |                 | 2               | 1               |                    | 31                 | 3                  |             | -           | -           | 94     | 9      |
| Totale carriera   | Totale carriera     | Totale carriera   | 193        | 18         |                 | 18              | 2               |                    | 35                 | 2                  |             | -           | -           | 246    | 22     |

### Cronologia presenze e reti in Nazionale
| Cronologia completa delle presenze e delle reti in nazionale ― Marocco | Cronologia completa delle presenze e delle reti in nazionale ― Marocco | Cronologia completa delle presenze e delle reti in nazionale ― Marocco | Cronologia completa delle presenze e delle reti in nazionale ― Marocco | Cronologia completa delle presenze e delle reti in nazionale ― Marocco | Cronologia completa delle presenze e delle reti in nazionale ― Marocco | Cronologia completa delle presenze e delle reti in nazionale ― Marocco | Cronologia completa delle presenze e delle reti in nazionale ― Marocco |
| Data                                                                   | Città                                                                  | In casa                                                                | Risultato                                                              | Ospiti                                                                 | Competizione                                                           | Reti                                                                   | Note                                                                   |
| ---------------------------------------------------------------------- | ---------------------------------------------------------------------- | ---------------------------------------------------------------------- | ---------------------------------------------------------------------- | ---------------------------------------------------------------------- | ---------------------------------------------------------------------- | ---------------------------------------------------------------------- | ---------------------------------------------------------------------- |
| 7-10-2017                                                              | Marrakech                                                              | Marocco                                                                | 3 – 0                                                                  | Gabon                                                                  | Qual. Mondiali 2018                                                    | -                                                                      | 89’                                                                    |
| 10-10-2017                                                             | Bienne                                                                 | Corea del Sud                                                          | 1 – 3                                                                  | Marocco                                                                | Amichevole                                                             | -                                                                      | 63’                                                                    |
| 27-3-2018                                                              | Casablanca                                                             | Marocco                                                                | 2 – 0                                                                  | Uzbekistan                                                             | Amichevole                                                             | -                                                                      |                                                                        |
| 31-5-2018                                                              | Ginevra                                                                | Marocco                                                                | 0 – 0                                                                  | Ucraina                                                                | Amichevole                                                             | -                                                                      | 46’                                                                    |
| 4-6-2018                                                               | Ginevra                                                                | Slovacchia                                                             | 1 – 2                                                                  | Marocco                                                                | Amichevole                                                             | -                                                                      | 46’                                                                    |
| 9-6-2018                                                               | Tallinn                                                                | Estonia                                                                | 1 – 3                                                                  | Marocco                                                                | Amichevole                                                             | -                                                                      | 46’                                                                    |
| 15-6-2018                                                              | San Pietroburgo                                                        | Marocco                                                                | 0 – 1                                                                  | Iran                                                                   | Mondiali 2018 - 1º turno                                               | -                                                                      | 82’                                                                    |
| 6-9-2019                                                               | Marrakech                                                              | Marocco                                                                | 1 – 1                                                                  | Burkina Faso                                                           | Amichevole                                                             | -                                                                      | 69’                                                                    |
| 11-10-2019                                                             | Oujda                                                                  | Marocco                                                                | 1 – 1                                                                  | Libia                                                                  | Amichevole                                                             | -                                                                      | 60’                                                                    |
| 15-10-2019                                                             | Tangeri                                                                | Marocco                                                                | 2 – 3                                                                  | Gabon                                                                  | Amichevole                                                             | -                                                                      | 80’                                                                    |
| 12-11-2020                                                             | Casablanca                                                             | Marocco                                                                | 4 – 1                                                                  | Rep. Centrafricana                                                     | Qual. Coppa d'Africa 2021                                              | -                                                                      | 72’                                                                    |
| 2-6-2022                                                               | Cincinnati                                                             | Stati Uniti                                                            | 3 – 0                                                                  | Marocco                                                                | Amichevole                                                             | -                                                                      | 70’                                                                    |
| 9-6-2022                                                               | Rabat                                                                  | Marocco                                                                | 2 – 1                                                                  | Sudafrica                                                              | Qual. Coppa d'Africa 2023                                              | -                                                                      | 68’                                                                    |
| 13-6-2022                                                              | Casablanca                                                             | Liberia                                                                | 0 – 2                                                                  | Marocco                                                                | Qual. Coppa d'Africa 2023                                              | -                                                                      | 75’                                                                    |
| 23-9-2022                                                              | Cornellà de Llobregat                                                  | Marocco                                                                | 2 – 0                                                                  | Cile                                                                   | Amichevole                                                             | -                                                                      | 67’                                                                    |
| 27-9-2022                                                              | Siviglia                                                               | Paraguay                                                               | 0 – 0                                                                  | Marocco                                                                | Amichevole                                                             | -                                                                      | 64’                                                                    |
| 12-9-2023                                                              | Lens                                                                   | Marocco                                                                | 1 – 0                                                                  | Burkina Faso                                                           | Amichevole                                                             | -                                                                      | 81’                                                                    |
| 14-10-2023                                                             | Abidjan                                                                | Costa d'Avorio                                                         | 1 – 1                                                                  | Marocco                                                                | Amichevole                                                             | -                                                                      | 66’                                                                    |
| 17-10-2023                                                             | Agadir                                                                 | Marocco                                                                | 3 – 0                                                                  | Liberia                                                                | Qual. Coppa d'Africa 2023                                              | 1                                                                      | 65’                                                                    |
| 21-11-2023                                                             | Dar es Salaam                                                          | Tanzania                                                               | 0 – 2                                                                  | Marocco                                                                | Qual. Mondiali 2026                                                    | -                                                                      | 72’                                                                    |
| 17-1-2024                                                              | San-Pédro                                                              | Marocco                                                                | 3 – 0                                                                  | Tanzania                                                               | Coppa d'Africa 2023 - 1º turno                                         | -                                                                      | 81’                                                                    |
| 21-1-2024                                                              | San-Pédro                                                              | Marocco                                                                | 1 – 1                                                                  | RD del Congo                                                           | Coppa d'Africa 2023 - 1º turno                                         | -                                                                      | 80’                                                                    |
| 30-1-2024                                                              | San-Pédro                                                              | Marocco                                                                | 0 – 2                                                                  | Sudafrica                                                              | Coppa d'Africa 2023 - Ottavi di finale                                 | -                                                                      | 60’                                                                    |
| Totale                                                                 |                                                                        | Presenze                                                               | 23                                                                     |                                                                        | Reti                                                                   | 1                                                                      |                                                                        |

## Palmarès

### Nazionale
- Campionato d'Europa Under-19: 1

Germania 2016